# Gustaf Wachtmeister (1792–1859)
Gustaf Wachtmeister af Johannishus, kallad Gösta, född 14 september 1792 på Bålby i Skagershults socken, död den 12 april 1859 på Kristineholm, var svensk greve och överstelöjtnant.

## Militär karriär
Han beträdde tidigt den militära banan och gjorde sina första år vid Svea livgarde. Här utnämndes han till fänrik den 26 september 1809. Två år senare, den 4 april 1812, befordrades han till stabslöjtnant.
Följande år deltog Sverige under Karl Johans ledning i det stora förbundet mot Napoleon. Svea Livgarde hörde till de trupper som skulle agera i Nordtyskland och Wachtmeister kom därunder att följa den svenska armén både under fälttåget i Tyskland 1813-1814 och i slutoperationerna vid norska gränsen 1814.

## Familj
Han gifte sig den 4 juli 1818 på Christineholm med friherrinnan Louise Fredrika de Geer af Leufsta, född 1796 och död 1882. Hon var dotter till överstelöjtnanten, friherre Louis De Geer, 1759-1830, och barnbarn till den kände bruksägaren och vetenskapsmannen, friherre Charles De Geer, 1720-1778. De fick tillsammans fyra barn varav tre uppnådde vuxen ålder.
- Gustaf, född 1821 och avliden samma år.
- Henriette Gunilla, född 1822 och avliden i barnsäng den 20 januari 1843. Gift den 15 sept 1842 på Christineholm med sin syssling, sedermera landshövdingen, greve Axel Knut Trolle-Wachtmeister, född 1812. Han var son till Hans Gabriel Trolle-Wachtmeister, 1782-1871.
- Sophie-Louise, född 1825 och avliden på Valje gård i Blekinge den 3 oktober 1885. Gift 22 juni 1845 på Christineholm med sin systers änkling, se ovan.
- Carl Fredrik, född 1830, död den 17 augusti 1889.